# Carlit

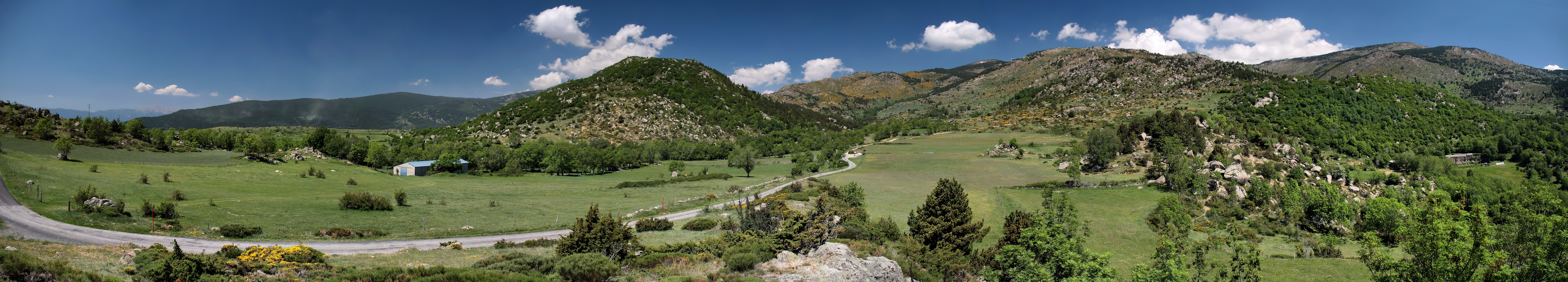
El Massís del Carlit

El Pic Carlit, o Pica del Carlit, és una muntanya de 2.921 metres d'altitud del terme comunal d'Angostrina i Vilanova de les Escaldes, pertanyent a la comarca de l'Alta Cerdanya, de la Catalunya del Nord.
Aquest cim es troba al nord dels Pirineus axials orientals, entre el pla de la Perxa (1.577 m) i el coll de Pimorent (1.915 m). Es tracta de la muntanya més alta de tota la Cerdanya i de la Catalunya del Nord. El pic en qüestió forma part d'un massís més o menys aïllat que, pel vessant occidental forma part de la subconca del riu d'Aravó, afluent del riu Segre, mentre que el vessant oriental constitueix part del circ glacial on s'origina la Tet. Els vessants meridionals conformen la conca del Riu d'Angostrina, afluent del Reür, un altre dels afluents importants de la conca alta del Segre.

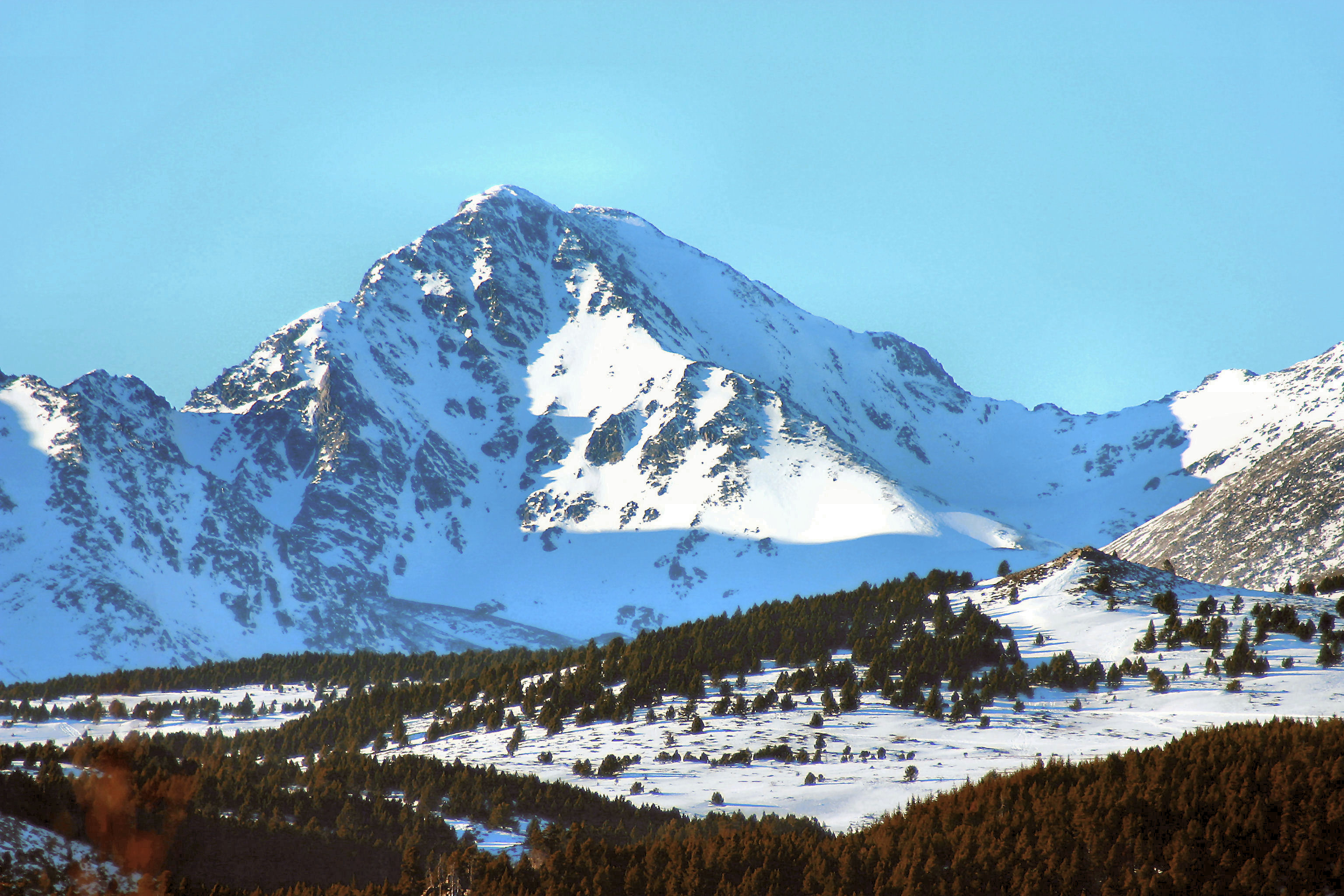
El Carlit nevat

Aquest cim està inclòs en la llista dels 100 cims de la FEEC. Té un cim secundari al seu nord-est, el Carlit de Baix.
La ruta habitual per ascendir-hi s'inicia a l'estany de la Bollosa tot agafant en general un sentit est-oest; durant uns 4 quilòmetres i mig s'han d'anar creuant una sèrie de petits turons i vorejant diversos estanys de petites dimensions fins a arribar als peus del massís per la seva cara est, on s'inicia una forta ascensió d'uns 550 metres de desnivell fins a assolir el cim. També és habitual l'ascensió des de l'estany de Lanós.

## Primera ascensió
Un estudi recent demostra que el prevere puigcerdanès Joan Trigall va pujar al Carlit el 29 d'agost de 1611. Ho va fer per motius científics: demostrar que el Pirineu s'orienta d'est a oest i no d'est a nord, com assegurava l'historiador i jurista Jeroni Pujades, i per saber si el Pirineu cerdà era el més fred de la serralada i també el més alt. Els documents són tres cartes escrites pel Trigall a Jeroni Pujades en què demana que l'historiador esmeni el que ha escrit sobre l'orientació del Pirineu. Les dades que aporta el prevere des del cim del Carlit, malgrat que la toponímia de les muntanyes era més limitada, són clares, evidents i determinants. Va pujar al Carlit.